# Darcythompsonia parva
Darcythompsonia parva är en kräftdjursart som beskrevs av C. B. Wilson 1931. Darcythompsonia parva ingår i släktet Darcythompsonia och familjen Darcythompsoniidae. Inga underarter finns listade i Catalogue of Life.